# (38083) Радамант
(38083) Радамант — транснептуновый объект. Обнаружен в 1999 году глубоким обследованием эклиптики. Первоначально был классифицирован как плутино, но таковым уже не является. Назван в честь мифологического Радаманта из греческой мифологии.